# ヴァル＝ディゼール
ヴァル＝ディゼール （Val-d'Isère）は、フランス、オーヴェルニュ＝ローヌ＝アルプ地域圏、サヴォワ県のコミューン。

## 概要
ヴァノワーズ山地、オート・タランテーズ地方にあるヴァル＝ディゼールは、世界有数のスキーの中心地とみなされている。かつてはティーニュの集落であったが、1886年に単独のコミューンとなった。コミューン内のダイユおよびベルヴァルドでは毎年アルペンスキー・ワールドカップ（男女とも）の開催地となっている。アルベールビルオリンピックや2009年アルペンスキー世界選手権の会場になった。有名なスキー場のエスパス・キリー（fr）は、ヴァル＝ディゼールと隣のコミューン、ティーニュとにまたがっている。
交通は、北のイズラン峠と、モーリエンヌ谷のボヌヴァル＝シュル＝アルクとをつなぐRD902道路があるのみである。シャトルバスが運行されている。
1970年2月10日午前8時頃、スキー場で雪崩が発生。ホテルで朝食を摂っていたスキー学校の生徒などが巻き込まれ48人以上が死亡。

## ギャラリー

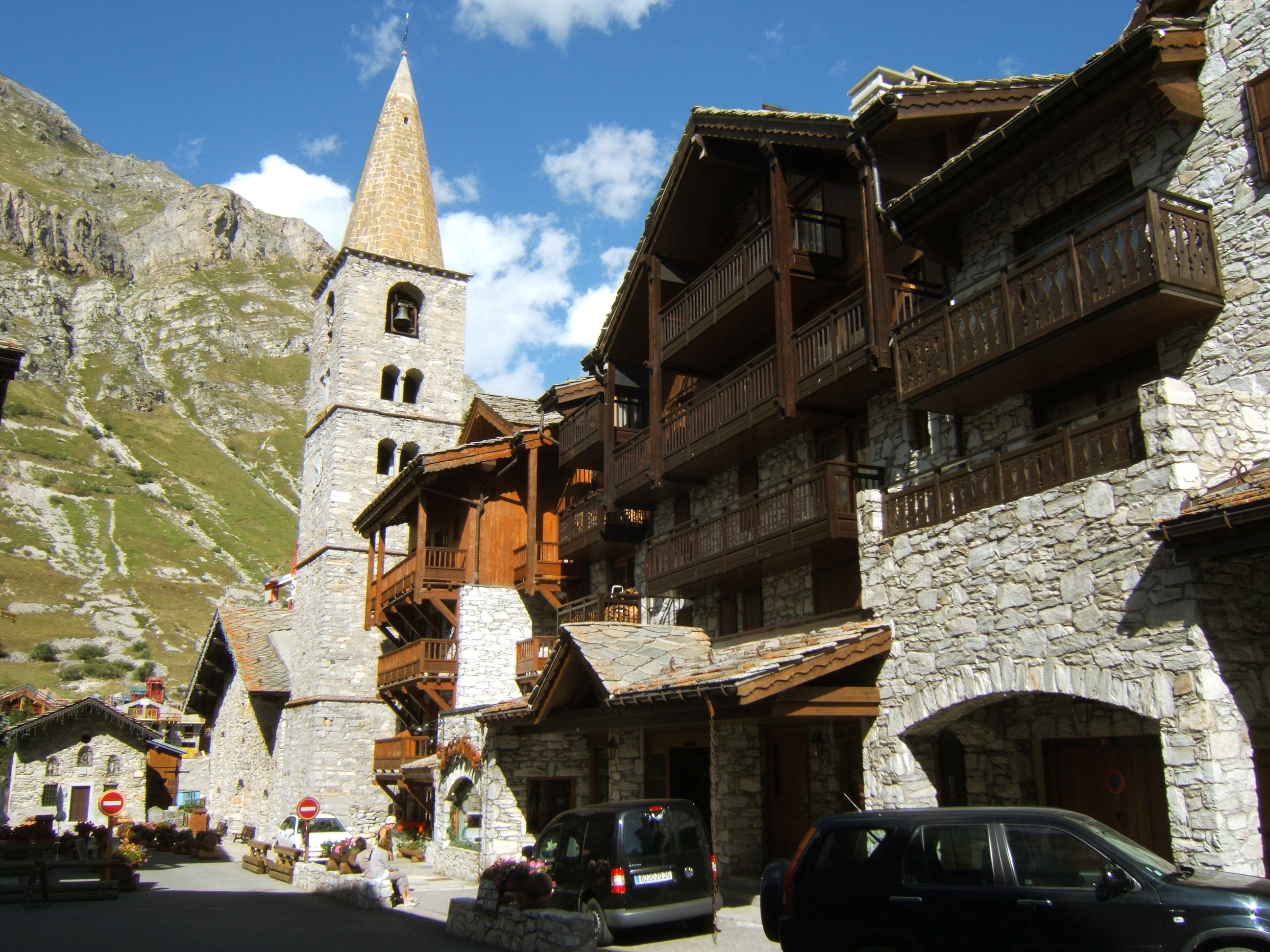
町並み
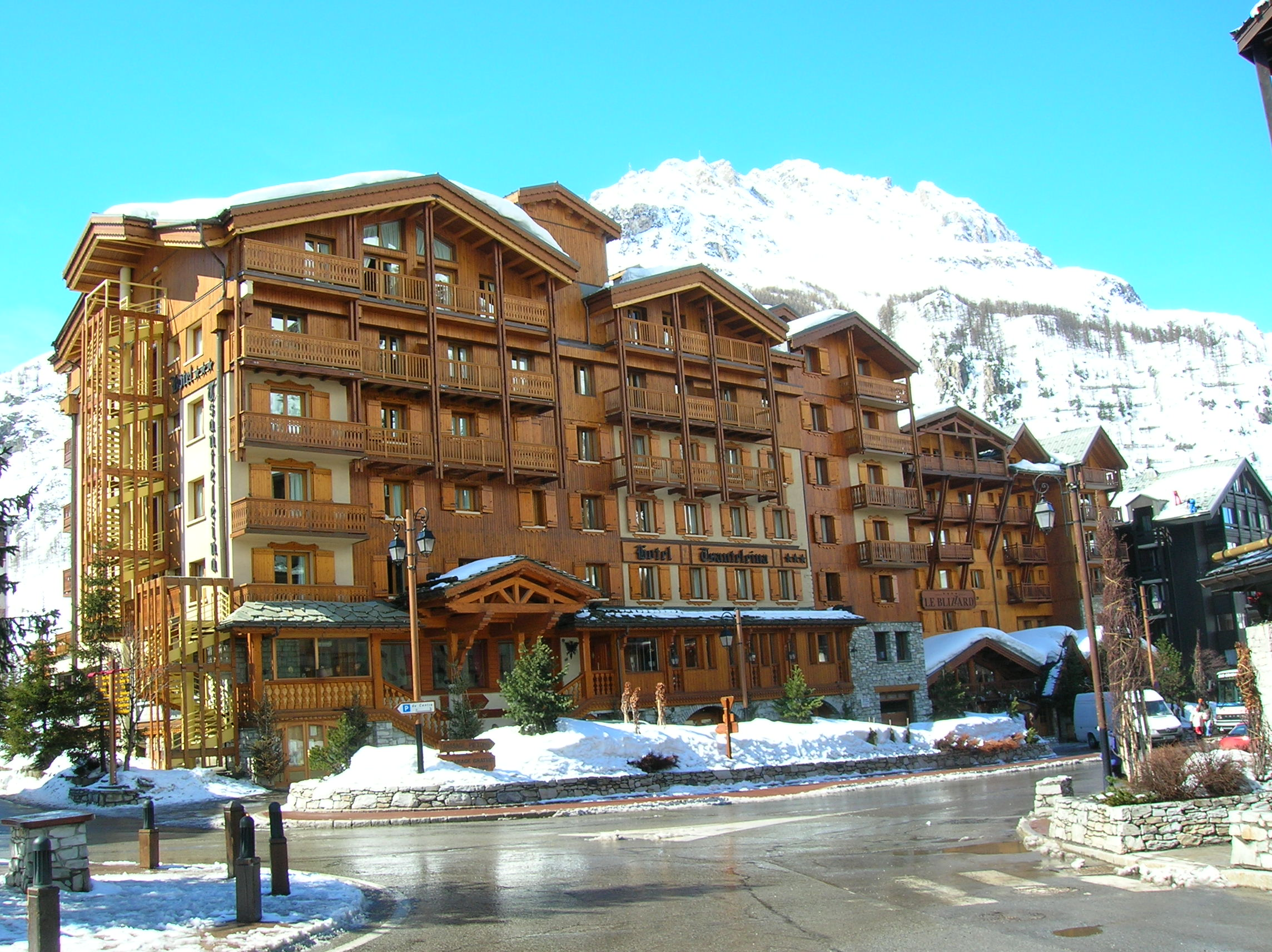
ホテル